# Konarze
Konarze (dawniej Drewnowo-Konarze) – wieś w Polsce położona w województwie mazowieckim, w powiecie ostrowskim, w gminie Boguty-Pianki.
Wieś wchodzi w skład sołectwa Drewnowo-Lipskie.
Wierni Kościoła rzymskokatolickiego należą do parafii Wszystkich Świętych w Bogutach-Piankach.

## Historia
W I Rzeczypospolitej Drewnowo należało do ziemi nurskiej.
Pod koniec wieku XIX miejscowość w powiecie ostrowskim, gmina Kamieńczyk Wielki, parafia Nur. 
W latach 1921–1931 folwark leżał w województwie białostockim, w powiecie ostrołęckim, w gminie Boguty.
Według Powszechnego Spisu Ludności z 1921 roku folwark zamieszkiwało 61 osób w 3 budynkach mieszkalnych. Miejscowość należała do parafii rzymskokatolickiej w m. Boguty-Pianki. Podlegała pod Sąd Grodzki w Czyżewie i Okręgowy w Łomży; właściwy urząd pocztowy mieścił się w Bogutach.
W wyniku napaści ZSRR na Polskę we wrześniu 1939 miejscowość znalazła się pod okupacją sowiecką. Od czerwca 1941 roku pod okupacją niemiecką. Od 22 lipca 1941 do 1945 włączona w skład Landkreis Lomscha, Bezirk Bialystok III Rzeszy.
W latach 1975–1998 miejscowość administracyjnie należała do województwa łomżyńskiego.

## Okolica szlachecka
Okolicę szlachecką Drewnowo tworzyły:
- Drewnowo Daćbogi, 9 domów i 73 mieszkańców
- Drewnowo Lipskie, 66 mieszkańców
- Drewnowo Dmoszki
- Drewnowo Ziemaki, 32 mieszkańców

W pobliżu:
- Drewnowo Konarze
- Drewnowo Gołyń, 19 osad i 144 morgów gruntu

Folwark Drewnowo Gołyń rozległy na 432 morgi, w tym: grunty orne i ogrody – 290, łąki – 31, pastwiska – 95, nieużytki i place – 16 morgów.
Posiadłość ziemską w okresie międzywojennym posiadał tu Stefan Szretter - 105 mórg.